# Sibylla griffinii
Sibylla griffinii är en bönsyrseart som beskrevs av Giglio-tos 1915. Sibylla griffinii ingår i släktet Sibylla och familjen Sibyllidae.

## Underarter
Arten delas in i följande underarter:
- S. g. guineensis
- S. g. griffinii